# Broadland
Broadland är ett distrikt (motsvarande kommun) i grevskapet Norfolk i England, Storbritannien. Distriktet har 133 872 invånare (2022). Större orter är Aylsham och Taverham, dessutom ligger en del av tätorten Norwich i Broadland.  Distriktet är indelat i 65 civil parishes. Någon administrativ huvudort finns ej, distriktet delar administrationsbyggnad med South Norfolk strax utanför Norwich.